# Snecma M53
El SNECMA M53 es un motor turbofán con postquemador desarrollado por la compañía francesa Snecma para el caza Dassault Mirage 2000.

## Variantes
- M53-5 - propulsor de los primeros modelos Mirage 2000C.[1]
  - Empuje normal: 54,0 kN (5.500 kgp / 12.230 lbf)
  - Empuje con postcombustión: 86,3 kN (8.800 kgp / 19.400 lbf)

- M53-P2 - propulsor de los modelos posteriores Mirage 2000C y utilizado para actualizar los primeros.[1]
  - Empuje normal: 64,7 kN (6.600 kgp / 14.500 lbf)
  - Empuje con postcombustión: 95,1 kN (9.700 kgp / 21.400 lbf)

## Aplicaciones
- Dassault Mirage 2000
- Dassault Mirage 2000N/2000D
- Dassault Mirage 4000
- Dassault Mirage F1M-53